# Grand Prix Francji 1983
Grand Prix Francji 1983 (oryg. Grand Prix de France) – trzecia runda Mistrzostw Świata Formuły 1 w sezonie 1983, która odbyła się 17 kwietnia 1983, po raz ósmy na torze Circuit Paul Ricard.
69. Grand Prix Francji, 33. zaliczane do Mistrzostw Świata Formuły 1.

## Klasyfikacja
| Legenda oznaczeń w tabelach wyników Wyświetl szablon na nowej stronie | Legenda oznaczeń w tabelach wyników Wyświetl szablon na nowej stronie                                                                     |
| Oznaczenie                                                            | Wyjaśnienie |
| --------------------------------------------------------------------- | --- |
| Złoty                                                                 | Zwycięzca lub mistrzostwo |
| Srebrny                                                               | 2. miejsce lub wicemistrzostwo |
| Brązowy                                                               | 3. miejsce lub II wicemistrzostwo |
| Zielony                                                               | Ukończył, punktował (w klasyfikacji generalnej, gdy zdobył co najmniej jeden punkt na przestrzeni sezonu, poza trzema powyższymi opcjami) |
| Niebieski                                                             | Ukończył, nie punktował (w klasyfikacji generalnej, gdy nie zdobył co najmniej jednego punktu na przestrzeni sezonu)                      |
| Czerwony                                                              | Nie zakwalifikował się (NZ) |
| Czerwony                                                              | Nie prekwalifikował się (NPK) |
| Różowy                                                                | Nie ukończył (NU) |
| Różowy                                                                | Niesklasyfikowany (NS) (w klasyfikacji generalnej, gdy nie został sklasyfikowany w żadnym wyścigu sezonu)                                 |
| Czarny                                                                | Zdyskwalifikowany (DK) |
| Czarny                                                                | Wykluczony (WYK/EX) |
| Biały                                                                 | Nie wystartował (NW) |
| Biały                                                                 | Kontuzjowany (K/INJ) |
| Biały                                                                 | Wyścig odwołany (OD/C) |
| Bez koloru                                                            | Został wycofany (WYC/WD) |
| Bez koloru                                                            | Nie przybył (NP/DNA) |
| Bez koloru                                                            | Nie brał udziału w treningach (NT/DNP) |
| Bez koloru                                                            | Nie został zgłoszony (–) |
| Pogrubienie                                                           | Start z pole position |
| Kursywa                                                               | Najszybsze okrążenie wyścigu |
| †                                                                     | Nie ukończył, ale jego rezultat został zaliczony ze względu na przejechanie więcej niż 90% dystansu wyścigu.                              |
| *                                                                     | Sezon w trakcie |
| 1/2/3                                                                 | Punktowana pozycja w sprincie kwalifikacyjnym                                                                                             |
| Lista systemów punktacji Formuły 1                                    | |

| Poz | Nr | Kierowca             | Konstruktor   | Okrążenia | Czas/powód NU  | Poz. start. | Punkty |
| --- | -- | -------------------- | ------------- | --------- | -------------- | ----------- | ------ |
| 1   | 15 | Alain Prost          | Renault       | 54        | 1:34:13.913    | 1           | 9      |
| 2   | 5  | Nelson Piquet        | Brabham-BMW   | 54        | + 29.720       | 6           | 6      |
| 3   | 16 | Eddie Cheever        | Renault       | 54        | + 40.232       | 2           | 4      |
| 4   | 27 | Patrick Tambay       | Ferrari       | 54        | + 1:06.880     | 11          | 3      |
| 5   | 1  | Keke Rosberg         | Williams-Ford | 53        | + 1 okrążenie  | 16          | 2      |
| 6   | 2  | Jacques Laffite      | Williams-Ford | 53        | + 1 okrążenie  | 19          | 1      |
| 7   | 28 | René Arnoux          | Ferrari       | 53        | + 1 okrążenie  | 4           |        |
| 8   | 3  | Michele Alboreto     | Tyrrell-Ford  | 53        | + 1 okrążenie  | 15          |        |
| 9   | 25 | Jean-Pierre Jarier   | Ligier-Ford   | 53        | + 1 okrążenie  | 20          |        |
| 10  | 29 | Marc Surer           | Arrows-Ford   | 53        | + 1 okrążenie  | 21          |        |
| 11  | 34 | Johnny Cecotto       | Theodore-Ford | 52        | + 2 okrążenia  | 17          |        |
| 12  | 22 | Andrea de Cesaris    | Alfa Romeo    | 50        | + 4 okrążenia  | 7           |        |
| 13  | 36 | Bruno Giacomelli     | Toleman-Hart  | 49        | Skrz. biegów   | 13          |        |
| NU  | 26 | Raúl Boesel          | Ligier-Ford   | 47        | Silnik         | 25          |        |
| NU  | 31 | Corrado Fabi         | Osella-Ford   | 36        | Silnik         | 23          |        |
| NU  | 9  | Manfred Winkelhock   | ATS-BMW       | 36        | Turbosprężarka | 10          |        |
| NU  | 8  | Niki Lauda           | McLaren-Ford  | 29        | Łożysko koła   | 12          |        |
| NU  | 23 | Mauro Baldi          | Alfa Romeo    | 28        | Wypadł z toru  | 8           |        |
| NU  | 30 | Chico Serra          | Arrows-Ford   | 26        | Skrz. biegów   | 26          |        |
| NU  | 33 | Roberto Guerrero     | Theodore-Ford | 23        | Silnik         | 22          |        |
| NU  | 4  | Danny Sullivan       | Tyrrell-Ford  | 21        | Sprzęgło       | 24          |        |
| NU  | 11 | Elio de Angelis      | Lotus-Ford    | 20        | Elektryka      | 5           |        |
| NU  | 6  | Riccardo Patrese     | Brabham-BMW   | 19        | Wyciek wody    | 3           |        |
| NU  | 35 | Derek Warwick        | Toleman-Hart  | 14        | Silnik         | 9           |        |
| NU  | 12 | Nigel Mansell        | Lotus-Ford    | 6         |                | 18          |        |
| NU  | 7  | John Watson          | McLaren-Ford  | 3         | Silnik         | 14          |        |
| NZ  | 17 | Eliseo Salazar       | RAM-Ford      |           |                |             |        |
| NZ  | 32 | Piercarlo Ghinzani   | Osella-Ford   |           |                |             |        |
| NZ  | 18 | Jean-Louis Schlesser | RAM-Ford      |           |                |             |        |